# Colocleora euterpe
Colocleora euterpe là một loài bướm đêm trong họ Geometridae.